# Hrabstwo Glacier
Hrabstwo Glacier (ang. Glacier County) – hrabstwo w stanie Montana w Stanach Zjednoczonych, przy granicy z Kanadą. Według danych z 2023 roku, liczy 13,6 tys. mieszkańców. Siedzibą hrabstwa jest Cut Bank. Większość mieszkańców to: Indianie (64%) i katolicy (62%).

## Sąsiednie hrabstwa
- Hrabstwo Flathead – zachód
- Hrabstwo Pondera – południe
- Hrabstwo Toole – wschód
- Hrabstwo Cardston, Alberta, Kanada – północ
- Dystrykt Poprawy nr 4, Alberta, Kanada (Park Narodowy Waterton Lakes) – północny zachód
- Hrabstwo Warner nr 5, Alberta, Kanada – północny wschód

## Miasto
- Browning
- Cut Bank

## CDP
- Babb
- East Glacier Park Village
- Little Browning
- North Browning
- Santa Rita
- South Browning
- Starr School

## Demografia
Według danych pięcioletnich z 2022 roku, 64,2% mieszkańców stanowiła rdzenna ludność Ameryki, 28,8% ludność biała nielatynoska, 3,6% to Latynosi jakiejkolwiek rasy, 2,9% było rasy mieszanej, 0,58% to Azjaci, 0,17% ludność czarna lub Afroamerykanie i 0,2% pochodziło z wysp Pacyfiku.
Średni dochód gospodarstwa domowego (dane z 2022) w hrabstwie wynosi 41 078 dolarów, zaś dochód na mieszkańca 21 438 dolarów. 25,8% mieszkańców żyje poniżej relatywnej granicy ubóstwa.

## Religia
Hrabstwo posiada najwyższy odsetek katolików w Montanie, którzy stanowią 62,4% populacji – dane z 2020. Ponad 11% mieszkańców deklaruje członkostwo w kościołach ewangelikalnych (w tym ponad 600 huterytów). 4,3% mieszkańców to mormoni.